# Régiment de Flandre (1684-1762)
Pour les articles homonymes, voir Régiment de Flandre.
Le régiment de Flandre est un régiment d’infanterie du royaume de France créé en 1684 et incorporé dans le régiment de Touraine en 1762 .

## Création et différentes dénominations
- 1er septembre 1684 : création du régiment de Flandre
- 10 décembre 1762 : incorporé dans le régiment de Touraine

## Colonels et mestres de camp
- 30 août 1684 : M. de Sens
- 21 mars 1702 Colandre[note 1].
- 15 juin 1734 : Guy-Louis de Conighant, brigadier le 12 janvier 1735, † 1er juillet 1746
- 6 mai 1739 : Joseph-Maurice-Hannibal de Montmorency-Luxembourg et Tingry, comte de Montmorency, brigadier par brevet expédié le 2 mai 1744, mais déclaré le 1er septembre, maréchal de camp le 1er janvier 1748, lieutenant général le 1er mai 1758
- 7 juin 1746 : François-Martial de Choiseul-Beaupré, comte de Choiseul, brigadier le 19 octobre 1747, maréchal de camp le 10 février 1759, lieutenant général le 25 juillet 1762
- 1751 : marquis de Nozières

## Historique des garnisons, combats et batailles du régiment

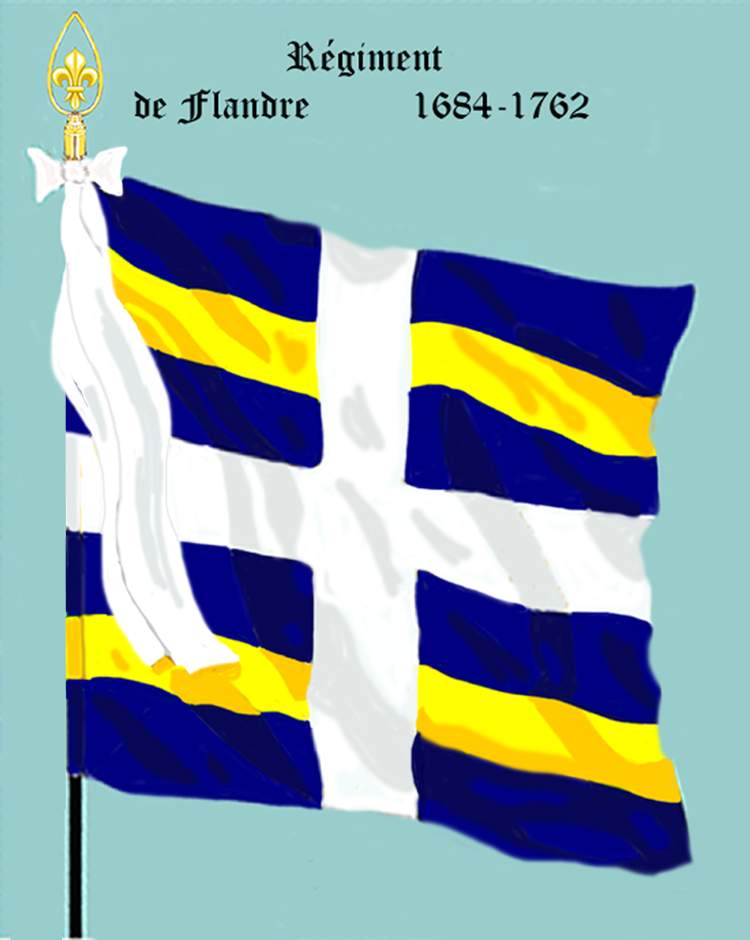
régiment de Flandre de 1684 à 1762
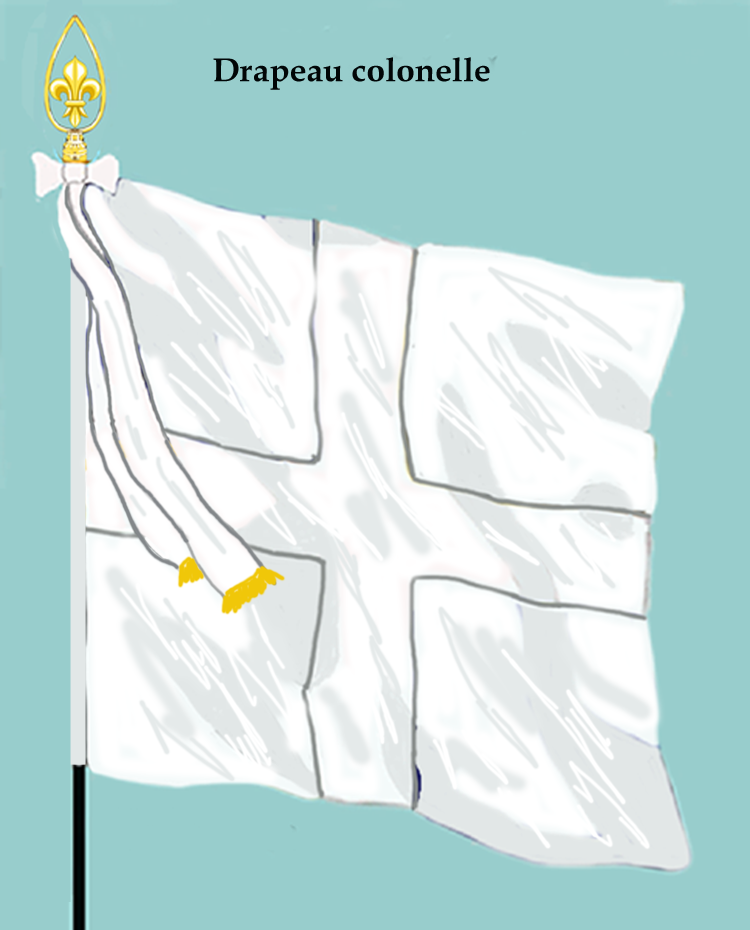
drapeau colonel
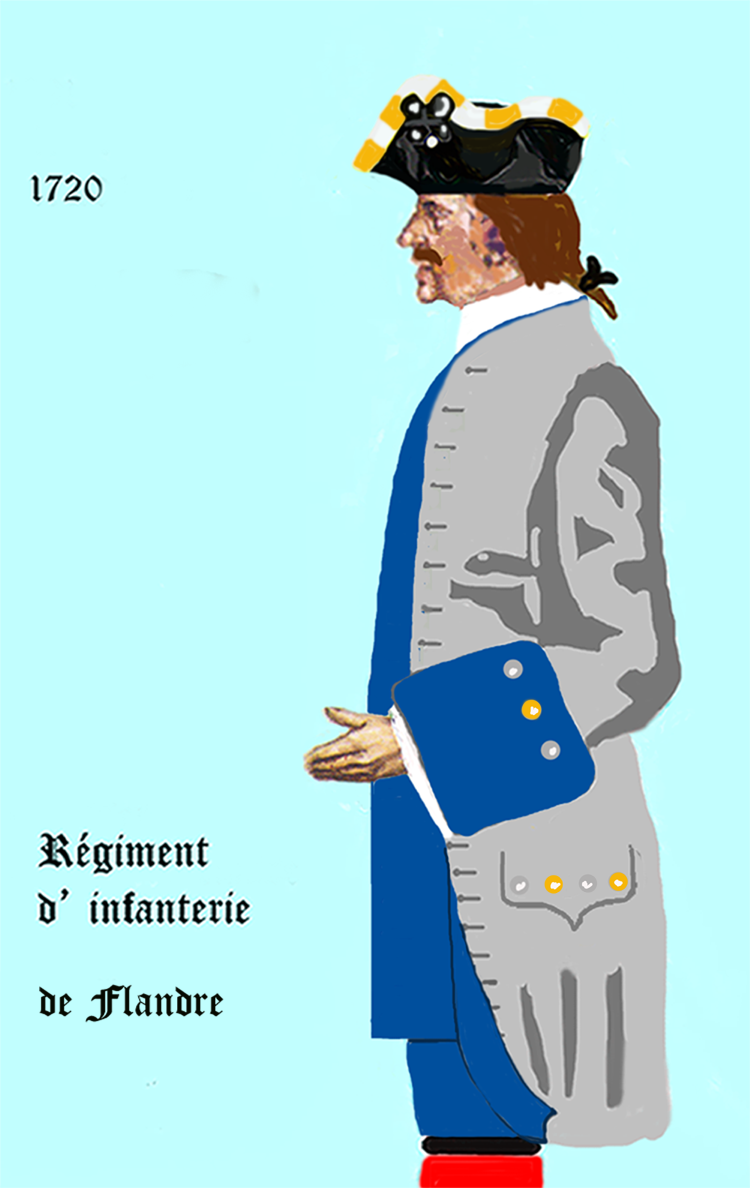
régiment de Flandre de 1720 à 1734

En 1734, le régiment est aux batailles de Parme et de Guastalle, puis reste en Italie jusqu’à la paix.
En Provence le 15 novembre 1738, pour passer à l’Île de Corse

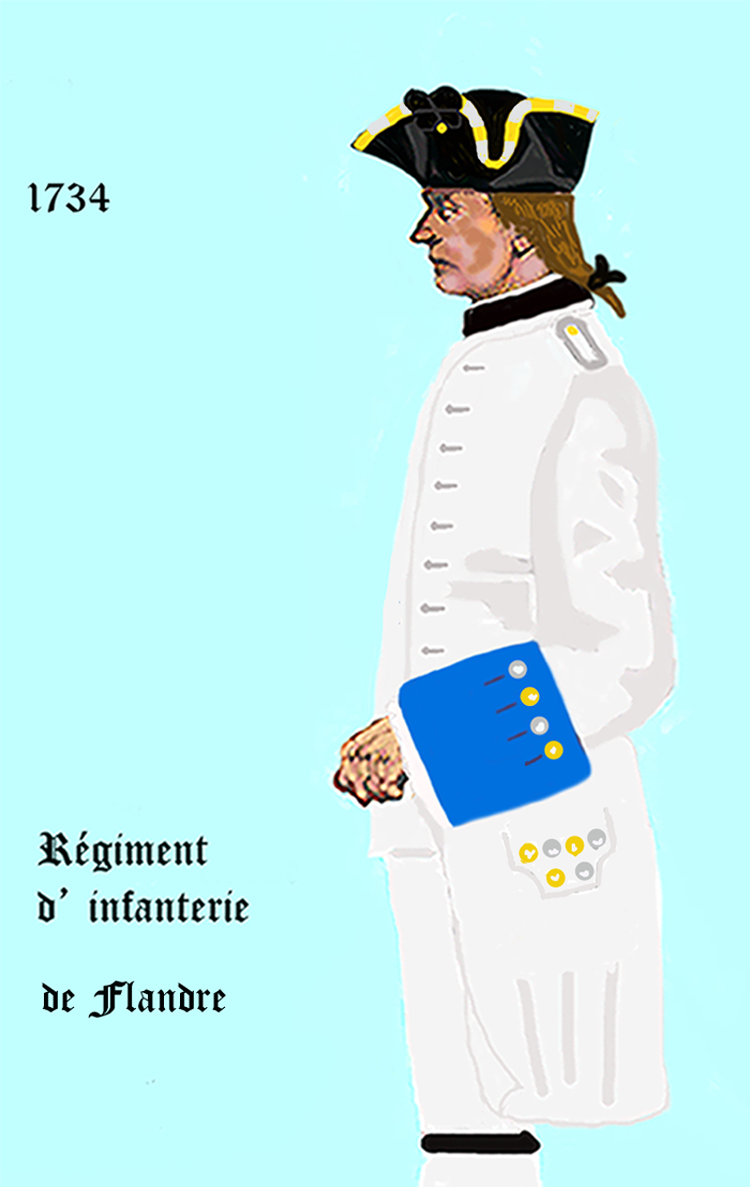
régiment de Flandre de 1734 à 1740
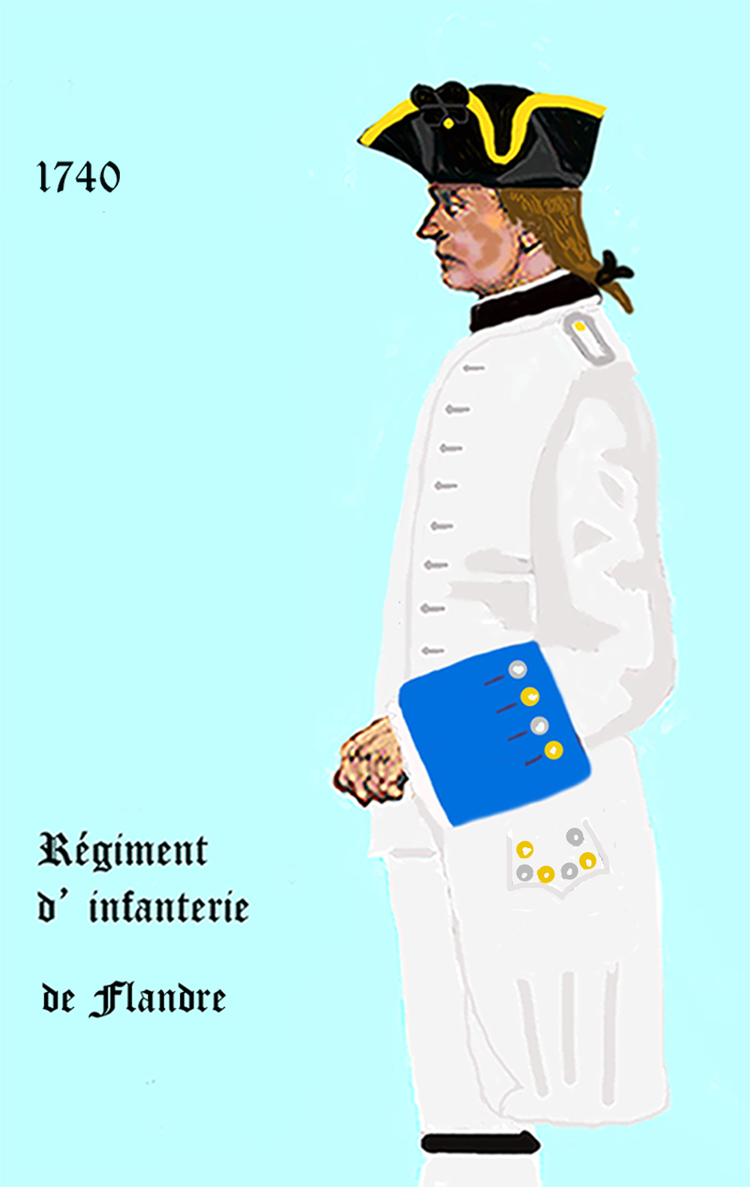
régiment de Flandre de 1740

En août 1743, le régiment est au nombre des 14 bataillons qui joignent les Espagnols sur la frontière du Piémont. En septembre, il est au Piémont et se trouve à l’attaque de la Chenal et du village du Pont : mais l’armée, après avoir campé trois jours et trois nuits dans la neige fut obligée de se retirer sans rien entreprendre.
À l’armée d’Italie commandée par le prince de Conti en 1744, le régiment se trouve à l’attaque des retranchements du mont Alban, à la prise de Nice, du mont Alban, de Villefranche en avril, au passage des Alpes en juillet, au siège et à l’attaque de Château-Dauphin, au siège de Demont. Combat au siège de Coni.
À l’armée d’Italie le 1er avril 1745, sous les ordres de l’Infant Dom Philippe et du maréchal de Maillebois, le régiment est aux sièges d’Acquy, de Tortone, de Pavie, d’Alexandrie, de Valence, d’Asti où il fut mis en garnison pendant l’hiver sous les ordres de M. de Montal. Cette place ayant été attaquée par le roi de Sardaigne en mars 1746, elle capitula le 4 et la garnison se rendit prisonnière.
Lors de la réorganisation des corps d'infanterie français de 1762, les deux bataillons du régiment de Flandre sont incorporés dans le régiment de Touraine. Ainsi, ce régiment de Flandre disparait pour toujours.

## Personnalités
- Jean-Baptiste Huché alors simple soldat